# Charltona chrysopasta
Charltona chrysopasta là một loài bướm đêm trong họ Crambidae.